# Fire Meet Gasoline
Fire Meet Gasoline is een nummer van de Australische zangeres Sia uit 2015. Het is de vierde en laatste single van haar zesde studioalbum 1000 Forms of Fear.
De videoclip van het nummer werd gefilmd voor Heidi Klums lingerielijn. "Fire Meet Gasoline" werd in een paar landen een klein hitje. In Sia's thuisland Australië werd een 60e positie gehaald. In Nederland bereikte het nummer geen hitlijsten, in Vlaanderen bereikte het de 12e positie in de Tipparade. Het meeste succes kende het nummer in Libanon, Frankrijk en Zwitserland.